# 1558 en santé et médecine
| Années de la santé et de la médecine : 1555 - 1556 - 1557 - 1558 - 1559 - 1560 - 1561    |
| Décennies de la santé et de la médecine : 1520 - 1530 - 1540 - 1550 - 1560 - 1570 - 1580 |

Cet article présente les faits marquants de l'année 1558 en santé et médecine.

## Fondation
- Nicolas Psaume, comte-évêque de Verdun, fonde dans sa ville une université où l'on enseigne la théologie, la jurisprudence, la philosophie, les lettres, « voire même[1] » la médecine, mais qui devra fermer dès 1568[2].

## Publications
- Le médecin et philosophe italien Andrea Bacci (1524–1600) publie Del Tevere (« Sur le Tibre »), court traité où, dans un premier livre consacré à la potabilité du fleuve, l'auteur traite de « la question fort débattue par ses prédécesseurs de savoir si le Tibre est à l'origine des maladies propres aux habitants de la ville[3] ».
- Le noble vénitien Luigi Cornaro (1467–1566) publie à Padoue la première édition de son Trattato de la vita sobria[4] (« Traité de la vie sobre[5] »).
- Dans son « Introduction à l'anatomie » (Anatomiae liber introductorius[6]), le chirurgien vénitien Niccolo Massa (en) (1485–1569) propose la trépanation décompressive du cerveau dans l'aphasie traumatique[5].

## Personnalité
- 1558-1597 : fl. Louis Thorel, docteur en médecine, l'un « des dix médecins qui constitu[ent] le collège de Lyon en 1597 », mort après 1602[7].

## Naissance
- 9 décembre : André du Laurens (mort en 1609), médecin du roi Henri IV, petit fils d'Honoré Castellan (1511-1569), lui-même médecin et au service de Charles IX[8].

## Décès
- 26 avril : Jean Fernel (né vers 1506), astronome, mathématicien et Premier médecin du roi Henri II[9].
- 21 octobre : Jules César Scaliger (né en 1484), humaniste et médecin italien[10].
- Pietro Bairo (it) (né en 1468), professeur de médecine à Turin[11].
- Jean Cornario (né en  1500), médecin et humaniste allemand[12].
- Giovanni Francesco Rota (it) (né en 1520), professeur d'anatomie et de chirurgie à Bologne, chirurgien aux armées de Jules III pendant la guerre de Parme, auteur de deux traités, l'un sur les blessures de guerre en général (De bellicorum tormentorum vulnerum natura et curatione, 1555), et l'autre sur celles causées par les arquebuses en particulier (De Vulineribus sclopetorum, 1556[13]).